# Дельта Меконга
Де́льта Меко́нга (вьет. Đồng bằng Sông Cửu Long, дельта реки Девяти драконов) — регион, расположенный в юго-западной части Вьетнама, где река Меконг впадает в море, предварительно разделяясь на множество рукавов. Дельта занимает большу́ю часть юго-западного Вьетнама, площадь которого — 39 000 км². Доля земли, покрытой водой, зависит от сезона.

Расположение региона на карте Вьетнама

В XXI веке дельта Меконга стала известна как «биологическая сокровищница». Более 10 000 видов было обнаружено в ранее не изученных районах дельты, включая виды, считавшиеся вымершими.

## История

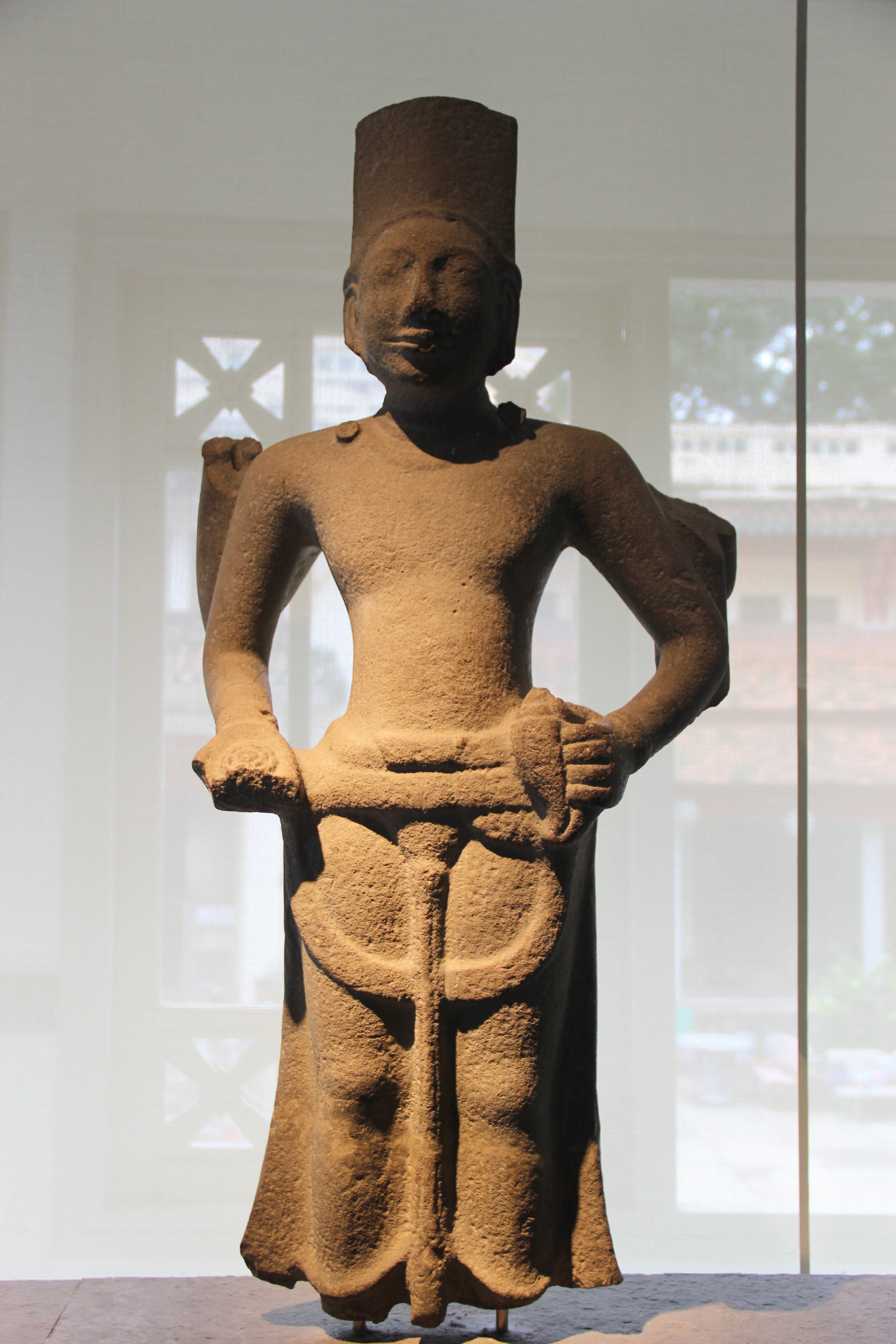
Статуя Вишну, найденная в Окео, VI—VII век н. э.

Дельта Меконга, скорее всего, населена с доисторических времён. Империя Бапном и более позднее государство Ченла много веков владели этими землями. Археологические находки в Окео и других городах Бапнома демонстрируют важность региона дельты для страны — там уже к I веку н. э. было множество портов и каналов, а активное расселение людей продолжалось до IV века.
В Кхмерской империи этот регион был известен как «Кхмер-кром», то есть, «нижняя Камбоджа», вероятно, поселения здесь существовали задолго до подъёма XI—XII веков. Королевство Тямпа захватило регион вместе с портом Прей-Нокор (современный город Сайгон/Хошимин) в конце XIII столетия. Нгиа М. Во предположил, что тямы могли жить в этом районе ещё до кхмеров.
С 1620-х годов король Чей Четта II (1618—1628) позволил вьетам селиться в этом регионе, а также построить в Прей-Нокоре таможню, названную «Сайгон» (Sài Gòn). Увеличивающиеся потоки вьетнамских переселенцев, последовавшие за этим, заполонили кхмерское государство, ослабленное войной с Таиландом, и медленно вьетнамизировали дельту. В конце XVII века генерал Мак Кыу продолжил продвигать вьетнамские и китайские земли вглубь кхмерских земель, и в 1691 году Прей-Нокор был взят вьетнамцами.
Правительство Нгуен отправило генерала Нгуен Хыу Кань в дельту Меконга в 1698 году для организации вьетнамских административных структур в регионе. Это формально отделило дельту Меконга от Камбоджи, поместив регион под контроль вьетнамцев. Камбоджа потеряла выход к Южно-Китайскому морю и с этих пор торговала здесь лишь при посредничестве вьетнамцев. Во время восстания тэйшонов и последующего правления Нгуенов границы Вьетнама дошли до Камау. В 1802 году Нгуен Ань был коронован под именем Зя Лонг, объединив вьетнамские земли.
После завершения в 1860-х годах Кохинхинской кампании дельта Меконга вошла в Кохинхину, французскую колонию, а позже — во Французский Индокитай. С колониального периода французы патрулировали регион и сражались там с воды, на Динассо, позже эта тактика была заимствована флотом США (Mobile Riverine Force). Во время Войны во Вьетнаме в дельте Меконга проходили бои между вьетконгскими партизанами и американскими патрульными лодками.
После получения независимости дельта Меконга перешла под власть Республики Вьетнам, а после — к объединённому Вьетнаму. В 1970-х годах Красные кхмеры атаковали Вьетнам, в том числе, желая вернуть себе регион дельты. Вьетнам в ответ ввёл в Кампучию войска, которые разбили Красных кхмеров.

## География
Восточная граница региона — город Хошимин, западная — Митхо, северная — Тяудок—Хатьен, кроме того, в состав дельты включают остров Фукуок.
Основные типы ландшафта — поймы на юге и холмы на севере и западе. Разнообразие рельефа является результатом вздымания и складкообразования, начавшихся после столкновения евразийской и индостанской плит около 50 млн лет назад. Почва в низовьях состоит преимущественно из отложений Меконга и его притоков.
Данный регион имеет самый низкий процент леса в стране. 300 000 гектар (7,7 %) покрыто лесом на 2011 года. Единственные лесистые провинции — Камау и Кьензянг, в них суммарно находится 2/3 лесов региона; в остальных восьми провинциях и городах лесом покрыто не более 5 % территории.

### Изменение климата
Из-за того, что дельта лежит в низине, она очень уязвима для наводнений, вызванных повышением уровня моря из-за изменения климата. Институт изучения изменения климата при университете Кантхо занимается изучением возможных последствий этого, и предсказывает, что, помимо засух из-за уменьшения количества осадков, многие провинции региона будут затоплены к 2030 году. Наибольшему риску подвергаются провинции Бенче и Лонган, 51 % и 49 % которых будет затоплен, если уровень моря поднимется на один метр. Другой проблемой, вызванной изменением климата, является увеличение солёности почвы у берегов. Администрация Бенче планирует высадить в прибрежных районах деревья для противостояния засолению.

## Население

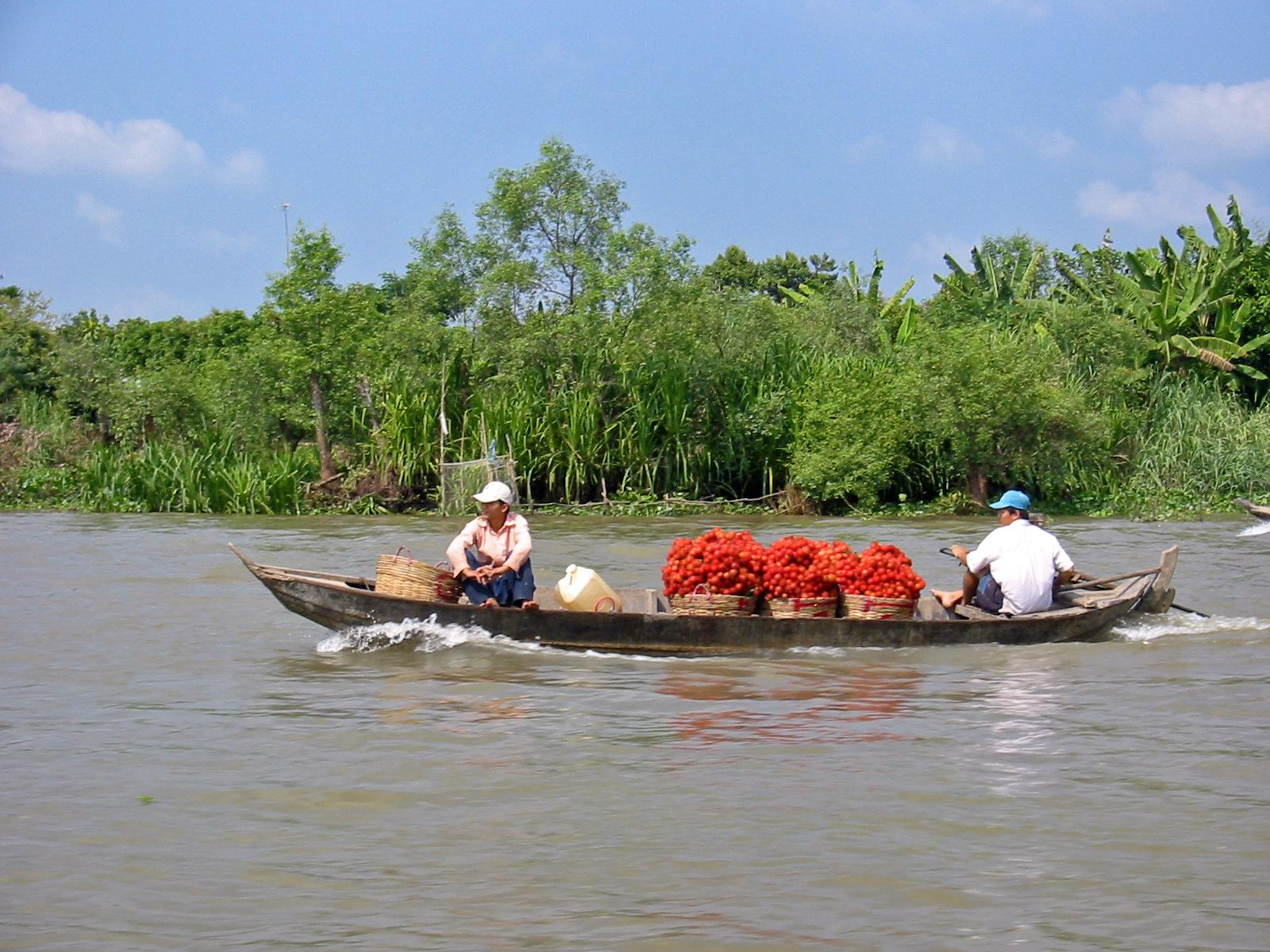
местные жители перевозят рамбутан на лодке

Обитатели дельты Меконга в основном являются вьетами. Регион ранее был частью Кхмерской империи, поэтому здесь находится крупнейшая кхмерская диаспора. Кхмеры населяют провинции Чавинь и Шокчанг, а тямы-мусульмане — город Тантяу в провинции Анзянг. Кроме этого, в дельте проживает значительное количество китайцев, в основном они населяют Кьензянг и Чавинь. Население региона в 2011 году равнялось 17,33 млн человек.
Из-за оттока населения его рост в последние годы замедлился. С 2005 до 2011 года население увеличилось всего на 471 600 человек, а в одном только 2011 году 166 400 человек уехали отсюда. Темпы роста населения в 2008—2011 годах были около 0,3—0,5 %, а в соседнем регионе юго-западном регионе население росло со скоростью 2 % в год. Сальдо миграции все эти годы было отрицательным. Кроме того, в этом регионе относительно низкий коэффициент рождаемости — 1,8 ребёнка на женщину в 2010 и 2011 годах; в 2005 году он равнялся 2,0.

### Состав

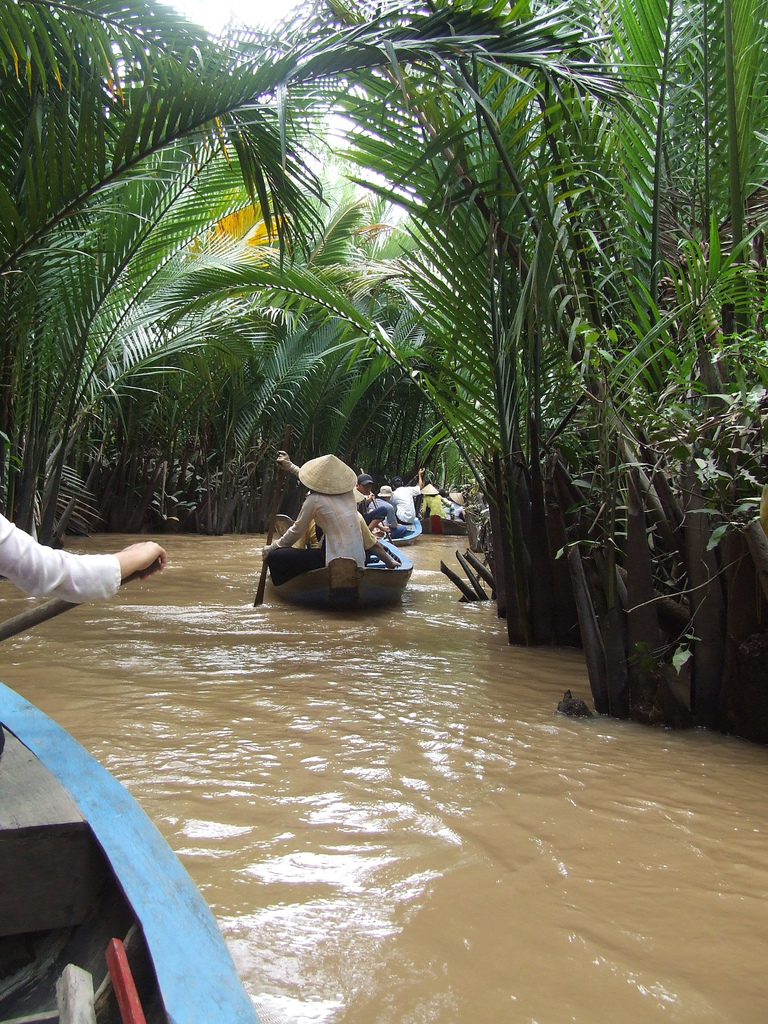
Экскурсия в дельту — одна из самых популярных во Вьетнаме

| №  | Провинция/муниципалитет | Площадь, км² | Население (2009), чел | Плотность населения чел/км² |
| -- | ----------------------- | ------------ | --------------------- | --------------------------- |
| 1  | Кантхо                  | 1401,6       | 1 188 435             | 813,3                       |
| 2  | Анзянг                  | 3536,8       | 2 142 709             | 625,0                       |
| 3  | Бакльеу                 | 2584,1       | 856 518               | 317.4                       |
| 4  | Бенче                   | 2360,2       | 1 255 946             | 573,4                       |
| 5  | Камау                   | 5331,7       | 1 206 938             | 231,1                       |
| 6  | Донгтхап                | 3376,4       | 1 666 467             | 494,0                       |
| 7  | Хаузянг                 | 1601,1       | 757 300               | 497,7                       |
| 8  | Кьензянг                | 6348,3       | 1 688 248             | 265,4                       |
| 9  | Лонган                  | 4493,8       | 1 436 066             | 316,7                       |
| 10 | Шокчанг                 | 3312,3       | 1 292 853             | 385,3                       |
| 11 | Тьензянг                | 2484,2       | 1 672 271             | 691,3                       |
| 12 | Чавинь                  | 2295,1       | 1 003 012             | 451,7                       |
| 13 | Виньлонг                | 1479,1       | 1 024 707             | 714,6                       |

## Экономика

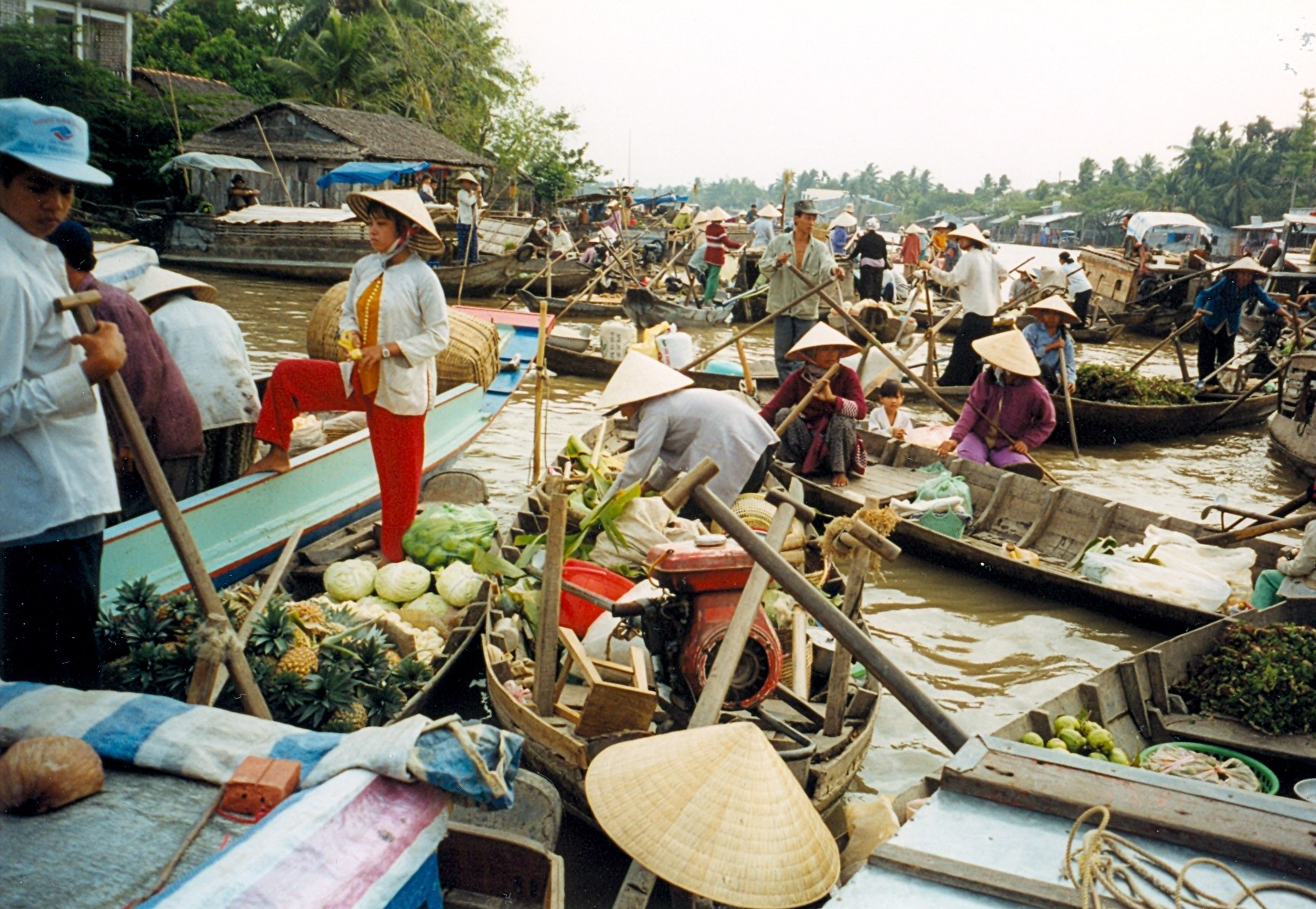
Плавучий рынок в Кантхо

Дельта Меконга — самый продуктивный регион страны в сельском хозяйстве и рыбной ловле; роль же дельты в промышленности и в качестве площадки для инвестиций значительно меньше.

### Сельское хозяйство
2,6 млн гектар в регионе используется для сельского хозяйства, это четверть общей площади возделываемых земель Вьетнама. Благодаря отсутствию гор и лесов для сельскохозяйственной деятельности пригодно 64,5 % площади региона. В Кантхо и Хаузянге используется более 80 % пригодной земли, а менее 50 % — лишь в Камау (32 %) и Бакльеу (42 %). В дельте растёт 47 % всех выращиваемых во Вьетнаме злаков (в основном, рис).
В 2011 году в дельте было собрано 23 186 000 тонн риса, что составляет 54,8 % производства риса во Вьетнаме. Крупнейшие производители — Кьензянг, Анзянг и Донгтхап (по 3 млн тонн, в сумме — почти 11 млн тонн).

### Рыбная ловля
Дельта Меконга — самый важный рыболовный регион Вьетнама. Почти половина прибрежных рыболовецких судов в стране находятся здесь; 1/4 из них в Кензяне, остальные — в Бенче, Камау, Тьензянге и Бакльеу. В год здесь вылавливают 3,168 миллиона тонн рыбы, это 58,3 % всей добычи страны. С 2005 года лов сильно возрос (тогда он был 1,84 миллиона тонн). Все крупнейшие производители рыбы с выходом более 300 000 тонн расположены в этом районе.
Несмотря на большой прибрежный флот, 2/3 (2,13 млн тонн из общевьетнамских 2,93) рыбы выращивают искусственно.

### Промышленность
Дельта Меконга не является важным промышленным центром, но она всё равно входит в первую тройку регионов по объёму валовой продукции. Дельта производит 10 % продукции страны (данные 2011 года). Почти половина производственных мощностей сосредоточена в Кантхо, Лонгане и Камау. Кантхо является экономическим центром региона и наиболее индустриализирован. Лонган — единственная провинция, конкурирующая с Хошимином, и одна из немногих успешно привлекающих иностранные инвестиции. В Камау находится крупная индустриальная зона, где расположено несколько энергетических установок и завод по производству удобрений.
До 2011 года общие суммарные прямые инвестиции в регион равнялись 10 257 миллиардов долларов США. Инвестиции сконцентрированы в Лонгане и Кьензянге (по 3 миллиарда), Тьензянге и Кантхо (по 850 млн), Камау (780 млн) и Хаузянге (673 млн), в остальных провинциях объём инвестиций не превышает 200 млн. В общем производительность в регионе оценивается местными аналитиками и директивными органами. Компании из Хошимина также много инвестируют в регион дельты: с 2000 до июня 2011 года объём инвестиций равнялся 199 триллионам вьетнамских донгов.

## Инфраструктура
Строительство вантового моста Кантхо через крупнейший рукав Меконга было завершено 12 апреля 2010, спустя три года после обрушения, в результате которого погибли 54 человека. Мост заменил паромное сообщение, имеющееся вдоль шоссе 1A, и связывает провинцию Виньлонг и город Кантхо. Стоимость строительства оценивается в 4,842 триллиона вьетнамских донгов, что делает его самым дорогим в истории страны.

## Культура
Долина Меконга стала местом рождения народной оперы кайлыонг.
В этом регионе также снято множество фильмов, в том числе выдвигавшийся от Вьетнама на Оскар в 2005 году фильм «Пастух буйволов», а также снятый по рассказу местной писательницы Нгуен Нгок Ты известный фильм «Бесконечные луга».

### Комментарии
1. ↑  «At the height of the Khmer Empire’s economic and political strength, during the eleventh and twelfth centuries, its rulers established and fostered the growth of Prey Nokor[…] It is possible that there already had been a settlement at this location in the Mekong marshes for some centuries, depending, as Prey Nokor did, on the handling of goods traded between the countries bordering the South China Sea and the interior provinces of the empire» Robert M. Salkin, Trudy Ring. Asia and Oceania (неопр.) / Paul E. Schellinger, Robert M. Salkin. — Taylor & Francis, 1996. — Т. 5. — С. 353. — (International Dictionary of Historic Places). — ISBN 1-884964-04-4.
2. ↑  «Such a trading center was bound to be one of the prizes in the struggle for power that developed in the thirteenth century between the declining Khmer Empire and the expanding kingdom of Champa, and by the end of that century the Cham people had seized control of the town» Robert M. Salkin, Trudy Ring. Asia and Oceania (неопр.) / Paul E. Schellinger, Robert M. Salkin. — Taylor & Francis, 1996. — Т. 5. — С. 353. — (International Dictionary of Historic Places). — ISBN 1-884964-04-4.
3. ↑  «Saigon began as the Cham village of Baigaur, then became the Khmer Prey Nokor before being taken over by the Vietnamese and renamed Gia Dinh Thanh and then Saigon.» Nghia M. Vo. The Viet Kieu in America: Personal Accounts of Postwar Immigrants from Vietnam (англ.). — McFarland & Co., 2009. — P. 218.